# Renata di Borbone-Montpensier
Renata di Borbone-Montpensier (1494 – Nancy, 26 maggio 1539) è stata una principessa francese poi divenuta duchessa consorte di Lorena.

## Biografia
Era figlia di Gilberto di Borbone-Montpensier, conte di Montpensier, delfino d'Alvernia, conte di Clermont-en-Auvergne e viceré di Napoli, e di Chiara Gonzaga.

### Matrimonio
Venne data in moglie al duca Antonio di Lorena che sposò ad Amboise il 26 giugno 1515.
Durante il suo viaggio per Bar-le-Duc, si fermò a Laxou. Dopo aver effettuato una sosta, al suo arrivo a Nancy venne accolta da un coro che cantò in suo onore, accompagnato da colpi di cannone dai bastioni.
La duchessa, a quanto riferito, non ebbe la forza di esercitare alcuna influenza politica nel ducato. Tuttavia, è noto il suo gusto italiano, e si diceva di aver portato "le grazie e la raffinatezza della corte mantovana" in Lorena. La fioritura delle arti che ha avuto luogo a Nancy durante il regno di Antonio è stata attribuita a lei .

### Morte
Morì a Nancy il 26 maggio 1539 per dissenteria.

## Discendenza
Renata e Antonio ebbero sei figli:
- Francesco (1517-1545), duca di Lorena;
- Anna (22 luglio 1522-15 maggio 1568);
- Nicola (16 ottobre 1524-23 gennaio 1577), duca di Mercoeur;
- Giovanni (1526);
- Antonio (1528);
- Elisabetta (1530).

## Ascendenza
|                                  |                      |                                  | Genitori                            |  |  | Nonni |  |  | Bisnonni              |  |  | Trisnonni           |  |
|                                  |                      |                                  |                                     |  |  |       |  |  | Giovanni I di Borbone |  |  | Luigi II di Borbone |  |
|                                  |                      |                                  |                                     |  |  |       |  |  | Giovanni I di Borbone |  |  | Luigi II di Borbone |  |
|                                  |                      | Anna di Forez                    |                                     |  |  |       |  |  | Giovanni I di Borbone |  |  |                     |  |
| Luigi I di Montpensier           |                      |                                  |                                     |  |  |       |  |  | Giovanni I di Borbone |  |  |                     |  |
|                                  |                      | Maria di Berry                   | Giovanni di Valois                  |  |  |       |  |  |                       |  |  |                     |  |
|                                  |                      | Maria di Berry                   | Giovanni di Valois                  |  |  |       |  |  |                       |  |  |                     |  |
|                                  |                      | Maria di Berry                   | Giovanna d'Armagnac                 |  |  |       |  |  |                       |  |  |                     |  |
| Gilberto di Borbone-Montpensier  |                      | Maria di Berry                   |                                     |  |  |       |  |  |                       |  |  |                     |  |
|                                  |                      | Bertrando V di La Tour           | Bertrando IV di La Tour             |  |  |       |  |  |                       |  |  |                     |  |
|                                  |                      | Bertrando V di La Tour           | Bertrando IV di La Tour             |  |  |       |  |  |                       |  |  |                     |  |
|                                  |                      | Bertrando V di La Tour           | Maria I d'Alvernia                  |  |  |       |  |  |                       |  |  |                     |  |
| Gabriella di La Tour d'Auvergne  |                      | Bertrando V di La Tour           |                                     |  |  |       |  |  |                       |  |  |                     |  |
|                                  |                      | Giacomina dello Peschin          | Luigi dello Peschin                 |  |  |       |  |  |                       |  |  |                     |  |
|                                  |                      | Giacomina dello Peschin          | Luigi dello Peschin                 |  |  |       |  |  |                       |  |  |                     |  |
|                                  |                      | Giacomina dello Peschin          | Yseul di Sully                      |  |  |       |  |  |                       |  |  |                     |  |
| Carlo III di Borbone-Montpensier |                      | Giacomina dello Peschin          |                                     |  |  |       |  |  |                       |  |  |                     |  |
|                                  | Ludovico III Gonzaga | Gianfrancesco Gonzaga            |                                     |  |  |       |  |  |                       |  |  |                     |  |
|                                  | Ludovico III Gonzaga | Gianfrancesco Gonzaga            |                                     |  |  |       |  |  |                       |  |  |                     |  |
|                                  | Ludovico III Gonzaga | Paola Malatesta                  |                                     |  |  |       |  |  |                       |  |  |                     |  |
| Federico I Gonzaga               | Ludovico III Gonzaga |                                  |                                     |  |  |       |  |  |                       |  |  |                     |  |
|                                  |                      | Barbara di Brandeburgo           | Giovanni l'Alchimista               |  |  |       |  |  |                       |  |  |                     |  |
|                                  |                      | Barbara di Brandeburgo           | Giovanni l'Alchimista               |  |  |       |  |  |                       |  |  |                     |  |
|                                  |                      | Barbara di Brandeburgo           | Barbara di Sassonia-Wittenberg      |  |  |       |  |  |                       |  |  |                     |  |
| Chiara Gonzaga                   |                      | Barbara di Brandeburgo           |                                     |  |  |       |  |  |                       |  |  |                     |  |
|                                  |                      | Alberto III di Baviera           | Ernesto di Baviera-Monaco           |  |  |       |  |  |                       |  |  |                     |  |
|                                  |                      | Alberto III di Baviera           | Ernesto di Baviera-Monaco           |  |  |       |  |  |                       |  |  |                     |  |
|                                  |                      | Alberto III di Baviera           | Elisabetta Visconti                 |  |  |       |  |  |                       |  |  |                     |  |
| Margherita di Baviera            |                      | Alberto III di Baviera           |                                     |  |  |       |  |  |                       |  |  |                     |  |
|                                  |                      | Anna di Braunschweig-Grubenhagen | Erich I di Braunschweig-Grubenhagen |  |  |       |  |  |                       |  |  |                     |  |
|                                  |                      | Anna di Braunschweig-Grubenhagen | Erich I di Braunschweig-Grubenhagen |  |  |       |  |  |                       |  |  |                     |  |
|                                  |                      | Anna di Braunschweig-Grubenhagen | Elisabetta di Brunswick-Göttingen   |  |  |       |  |  |                       |  |  |                     |  |
|                                  |                      | Anna di Braunschweig-Grubenhagen |                                     |  |  |       |  |  |                       |  |  |                     |  |